# Oedothorax fuscus
Espèce
Synonymes
- Neriene fusca Blackwall, 1834
- Erigone simplex Westring, 1851
- Erigone tarsalis Thorell, 1875
- Erigone marina L. Koch, 1882
- Erigone commutabilis Dahl, 1883
- Gongylidium gibbum O. Pickard-Cambridge, 1900

Oedothorax fuscus est une espèce d'araignées aranéomorphes de la famille des Linyphiidae.

## Distribution
Cette espèce se rencontre en Europe et en Afrique du Nord.

## Description
Le mâle décrit par Lin, Lopardo et Uhl en 2022 mesure 1,99 mm et la femelle 2,88 mm.

## Systématique et taxinomie
Cette espèce a été décrite sous le protonyme Neriene fusca par Blackwall en 1834. Elle est placée dans le genre Kulczynskiellum par F. O. Pickard-Cambridge en 1894 puis dans le genre Oedothorax par Simon en 1926.

## Publication originale
- Blackwall, 1834 : Araneae. Researches in Zoology, London, p. 229-433.